# Andrena arabica
Andrena arabica är en biart som beskrevs av Erwin Scheuchl och Gusenleitner 2007. Andrena arabica ingår i släktet sandbin, och familjen grävbin. Inga underarter finns listade i Catalogue of Life.